# استیون گرینبلت
استیون گرینْبلَت (انگلیسی: Stephen Jay Greenblatt زاده ۷ نوامبر ۱۹۴۳) اندیشمند، نویسنده و استاد دانشگاه هاروارد و از مؤثّرترین متخصّصان مطالعات رنسانس در اواخر قرن بیستم و اوایل قرن بیست و یکم می‌باشد.

## زندگی
گرینبلت خود را از یهودیان اشکنازی اروپای شرقی می‌داند. پدرانش به آمریکا کوچیدند. پدربزرگش ژنده‌چین و پدرش وکیل بوده‌است. او پس از تحصیلات ابتدایی به دانشگاه ییل رفت. در ۱۹۸۰ پس از سالیانی آموزگاری در دانشگاه، به رتبه استادی رسید و نخستین کتاب نامدارش را دربارهٔ ادبیات قرن شانزدهم انگلیس نوشت. پس از بیست‌وهشت سال پژوهش و آموزگاری در کالیفرنیا به ماساچوست رفت و در دانشگاه هاروارد مشغول شد. در سال ۲۰۰۰ «استاد علوم انسانی» نامیده شد. در سالیان بعد کتاب‌هایی پرفروش در شکسپیرشناسی و مطالعات رنسانس نگاشت.
وی سال ۲۰۱۴ به دعوت دانشگاه تهران به ایران سفر کرد و دربارهٔ لیر شاه شکسپیر سخن راند.
گرینبلت پس از ام. اچ. آبرامز سرویراستار گزیدهٔ ادبیات انگلیسی نورتون شد.

## سخن‌شناسیِ فرهنگ‌بُنیاد
او را از پیشروان سخن‌شناسی فرهنگ‌بنیاد (Cultural Poetics) در اواخر قرن بیستم می‌دانند.

## نوتاریخی‌گری
او عبارت «نوتاریخی‌گری» (new historicism) را به کار برد که پس از آن مشهور شد. عباس میلانی این را به فارسی «نوتاریخی‌گری» نامید.
این عبارت پیش‌تر در کار مایکل مک‌کانل آمده بود.

## به فارسی
- گرین‌بلت، استفن. «مرگ همنت و ساختن هملت» در کتاب مونالیزای ادبیات: مقالاتی دربارهٔ هملت. گزینش و ویرایش مهدی امیرخانلو. تهران: انتشارات نیلوفر. ۱۳۹۲.
- گرینبلت، استیون (۱۳۹۵). ترجمهٔ محمود شیرزاد. «انتخابات ۲۰۱۶ در حکایت شکسپیر». هفته‌نامهٔ کرگدن (۲۷): ۱۳–۱۲. / «نمایش‌نامه شکسپیر و انتخابات آمریکا» در روزنامه هشت صبح، ۲۴ میزان ۱۳۹۵. برگردان عباس فراسو.
- گرین‌بلت، استیون. جهان چگونه مدرن شد؟ ترجمهٔ مهدی نصراله‌زاده (۱۳۹۸)
- گرین‌بلت، استیون. جبّار: شکسپیر و سیاست ترجمهٔ آبتین گلکار (۱۳۹۸)
- گرین‌بلت، استیون. ویلیام در گذر ایام: شکسپیر چگونه شکسپیر شد. ترجمهٔ علیرضا مهدی‌پور

مقالهٔ «خانوادهٔ ترامپ نباید با شکسپیر درافتد؛ ورمی‌افتد!» نیز به ترجمهٔ محمود شیرزاد در رادیو صدای نو منتشر شده است.